# Ophryophryne microstoma
Ophryophryne microstoma е вид земноводно от семейство Megophryidae.

## Разпространение
Видът е разпространен във Виетнам, Китай, Лаос и Тайланд.